# 高桥克彦
高桥 克彦（1947年8月6日—），日本小说家，岩手县釜石市出生，后至盛冈市居住。

## 生平
高桥克彦就读早稻田大学商学部，自高中便开始用课余时间从事戏曲创作，毕业后至美术馆工作，对浮世绘颇有研究，1977年出版《浮世绘鉴赏辞典》，且曾担任某短期大学的讲师。
1983年，高桥克彦以《写乐杀人事件》获得第29届江户川乱步奖，遂以推理小说家的身份出道，此后成绩斐然，是日本文坛有史以来唯一夺得江户川乱步奖、日本推理作家协会奖、直木奖、吉川英治文学奖和NHK放送文化奖五大金牌奖项的作家，作品更几乎涵盖了日本流行文学的各种门类，包括推理小说、SF小说、恐怖小说、时代小说、历史小说……是日本文坛当之无愧的奇才人物。

## 获奖
- 1983年 - 《写楽殺人事件》第29回江戸川乱歩賞
- 1986年 - 《総門谷》第7回吉川英治文学新人賞
- 1987年 - 《北斎殺人事件》第40回日本推理作家協会賞
- 1992年 - 《緋紅的記憶》第106回直木三十五賞
- 2000年 - 《火怨》第34回吉川英治文学賞
- 2002年 - 第53回NHK放送文化賞
- 2012年 - 第15屆日本推理文學大獎[1]

## 重要著作

### 推理小说
- 浮世绘三部曲
  - 写楽殺人事件（1983）
  - 北斎殺人事件（1986）
  - 広重殺人事件（1989）

- 倫敦暗殺塔（1985）
- 偶人馆的杀人（1990）
- 春信杀人事件（1991）

### 历史小说
- 火城（1992）
- 炎立（1992～1994，五部曲）—1993年NHK大河剧《炎立》原著
- 火怨・北耀星阿弖流为（1995）
- 時宗 —2001年NHK大河剧《北条时宗》原著
  - 卷一・乱星（2000）
  - 卷二・连星（2000）
  - 卷三・震星（2001）
  - 卷四・战星（2001）
- 天を衝く九戶政實（2001）
- 风之阵
  - 立志篇（1995）
  - 大望篇（2003）
  - 天命篇（2005）
  - 风云篇（2007）

### 时代小说
- 舫鬼九郎系列
  - 舫鬼九郎
  - 鬼九郎鬼草子
  - 鬼九郎五結鬼灯
  - 鬼九郎孤月剣
- 京伝怪异帖

### 恐怖小说
- 记忆三部曲
  - 緋紅的記憶（1991）
  - 前世的记忆（1996）
  - 蒼藍的記憶（2000）

- 苍夜叉系列
  - 苍夜叉（1988）
  - 降魔王（2001）

- 万華鏡（1996）
- 幻少女（1997，短篇集）

### SF小说
- 総門谷
  - 総門谷（1985）
  - 総門谷R 阿黒篇（1991）
  - 総門谷R 鵺篇（1992）
  - 総門谷R 小町変妖篇（1995）
  - 総門谷R 白骨篇（2002）

- 龙柩
  - 龙柩（聖邪之顔・诺亚方舟）（1989）
  - 新・龙柩（神之星・约束之地）（1992）
  - 灵柩（心霊日本・交霊英国）（2000）

- 星封陣（1992）

### 浮世絵相关著作
- 浮世絵鑑賞辞典（1977）
- 新聞錦絵的世界（1986）
- 謎之絵師 写楽世界（1992）

### 其余重要小说
- 星之塔（1988）
- 北斎之罪（1990，短篇集）
- 歌麿殺贋事件（1988）
- 聖夜幻想（1997，短篇集）
- 幻日（2003，短篇集，半自传）